# Riksväg 76
Der Riksväg 76 ist eine schwedische Fernverkehrsstraße in Stockholms län, Uppsala län und Gävleborgs län. Er verbindet die Städte Norrtälje und Gävle.

## Verlauf
Die Straße zweigt in Norrtälje vom autobahnartig ausgebauten Europaväg 18 ab und verläuft nahe der Küste der Ostsee in nordöstlicher Richtung über Älvkarleby nach Gävle, wo sie am Europaväg 4 endet.
Die Länge der Straße beträgt 159 km.

## Geschichte
Die Straße trägt ihre Bezeichnung seit dem Jahr 1962.